# بيت العنكبوت (مسلسل عراقي)
بيت العنكبوت هو مسلسل تلفزيوني عراقي عرض في عام 1995.

## الممثلون
- مهدي الحسيني
- قصي البصري